# Steinfurt (distrito)
Steinfurt é um distrito (Kreis ou Landkreis) da Alemanha localizado na região administrativa (Regierungsbezirk) de Münster (ou Monastério), no estado da Renânia do Norte-Vestfália.

## Cidades e Municípios
| Cidades                        | População (31/12/2006) |
| Emsdetten                      | 35 684                 |
| Greven                         | 35 546                 |
| Hörstel                        | 19 904                 |
| Horstmar                       | 6 702                  |
| Ibbenbüren                     | 51 190                 |
| Lengerich                      | 22 277                 |
| Ochtrup                        | 19 389                 |
| Rheine                         | 76 438                 |
| Steinfurt                      | 34 476                 |
| Tecklenburg                    | 9 408                  |
| Municípios                     | População (31/12/2006) |
| Altenberge                     | 10 108                 |
| Hopsten                        | 7 729                  |
| Ladbergen                      | 6 420                  |
| Laer                           | 6 343                  |
| Lienen                         | 8 784                  |
| Lotte                          | 13 584                 |
| Metelen                        | 6 431                  |
| Mettingen                      | 12 277                 |
| Neuenkirchen                   | 14 009                 |
| Nordwalde                      | 9 510                  |
| Recke                          | 11 797                 |
| Saerbeck                       | 7 113                  |
| Westerkappeln                  | 11 349                 |
| Wettringen                     | 7 926                  |
| Mapa do distrito de Steinfurt. |                        |